# Kikuzo Kisaka
Kikuzo Kisaka (木坂 規矩三, Kisaka Kikuzo) est un footballeur japonais.